# Myrmothera
Myrmothera är ett fågelsläkte i familjen myrpittor inom ordningen tättingar. Släktet omfattar sex arter:
- Vittyglad myrpitta (M. fulviventris)
- Amazonmyrpitta (M. berlepschi)
- Snårmyrpitta (M. dives)
- Trastmyrpitta (M. campanisona)
- Tapajósmyrpitta (M. subcanescens) – behandlades fram tills nyligen som underart till campanisona
- Tepuímyrpitta (M. simplex)

De tre första arterna placerades tidigare i Hylopezus, men genetiska studier visar att de står närmare Myrmothera.